# Sophie-Charlotte de Hanovre
Titre
Reine consort en Prusse
18 janvier 1701 – 1er février 1705
(4 ans et 14 jours)
Signature
Sophie-Charlotte, née le 30 octobre 1668 à Iburg et morte le 1er février 1705 à Hanovre, est une princesse de la maison Welf (Hanovre), fille d'Ernest-Auguste de Brunswick-Lunebourg et de Sophie du Palatinat. Elle fut la première reine de Prusse de 1701 jusqu'à sa mort, à la suite de son mariage avec le prince Frédéric de Brandebourg, futur électeur et roi en Prusse sous le nom de Frédéric Ier, en 1684. Elle est la mère du « Roi-Sergent » Frédéric-Guillaume Ier et la grand-mère de Frédéric le Grand.
Son époux fait construire pour elle le château de Charlottenbourg. Une femme éclairée, elle a une étroite amitié avec Gottfried Wilhelm Leibniz.

## Famille
Née au château d'Iburg, Sophie-Charlotte est la seule fille d'Ernest-Auguste de Brunswick-Lunebourg (1629-1698), à ce temps évêque luthérien d'Osnabrück, et de son épouse Sophie du Palatinat. Elle est la filleule de sa cousine germaine, la duchesse d'Orléans belle-sœur du Roi-Soleil Louis XIV, l'infatigable épistolière qui a été élevée en partie par la mère de Sophie-Charlotte. Sophie-Charlotte est le quatrième enfant du couple et l'unique fille d'une fratrie de sept enfants. Elle a trois frères aînés et trois frères cadets. Ses proches la surnomment affectueusement "Figuelotte".
Son père, membre de la maison de Brunswick (Welf) et fils cadet du duc Georges de Brunswick-Calenberg, a été admis dans l'état ecclésiastique et fut élu évêque d'Osnabrück en 1661. En 1673, il déplaça sa résidence au château d'Osnabrück où le frère cadet de Sophie-Charlotte, Ernest-Auguste II de Hanovre, est né l'année suivante. Après la mort de son oncle Jean-Frédéric en 1679, son père lui succède comme duc de Brunswick-Lunebourg et seigneur de la principauté de Calenberg résidant à Hanovre ; en 1692, il reçoit la dignité d'électeur de Brunswick-Lunebourg.
À la suite de l'acte d'établissement promulgué par le roi Guillaume III d'Angleterre qui exclut les catholiques de la succession au trône Britannique, le frère aîné de Sophie-Charlotte, l'électeur Georges Louis de Hanovre devient roi de Grande-Bretagne en 1714. Il est l'ancêtre des souverains britanniques actuels.

## Une mère très politique

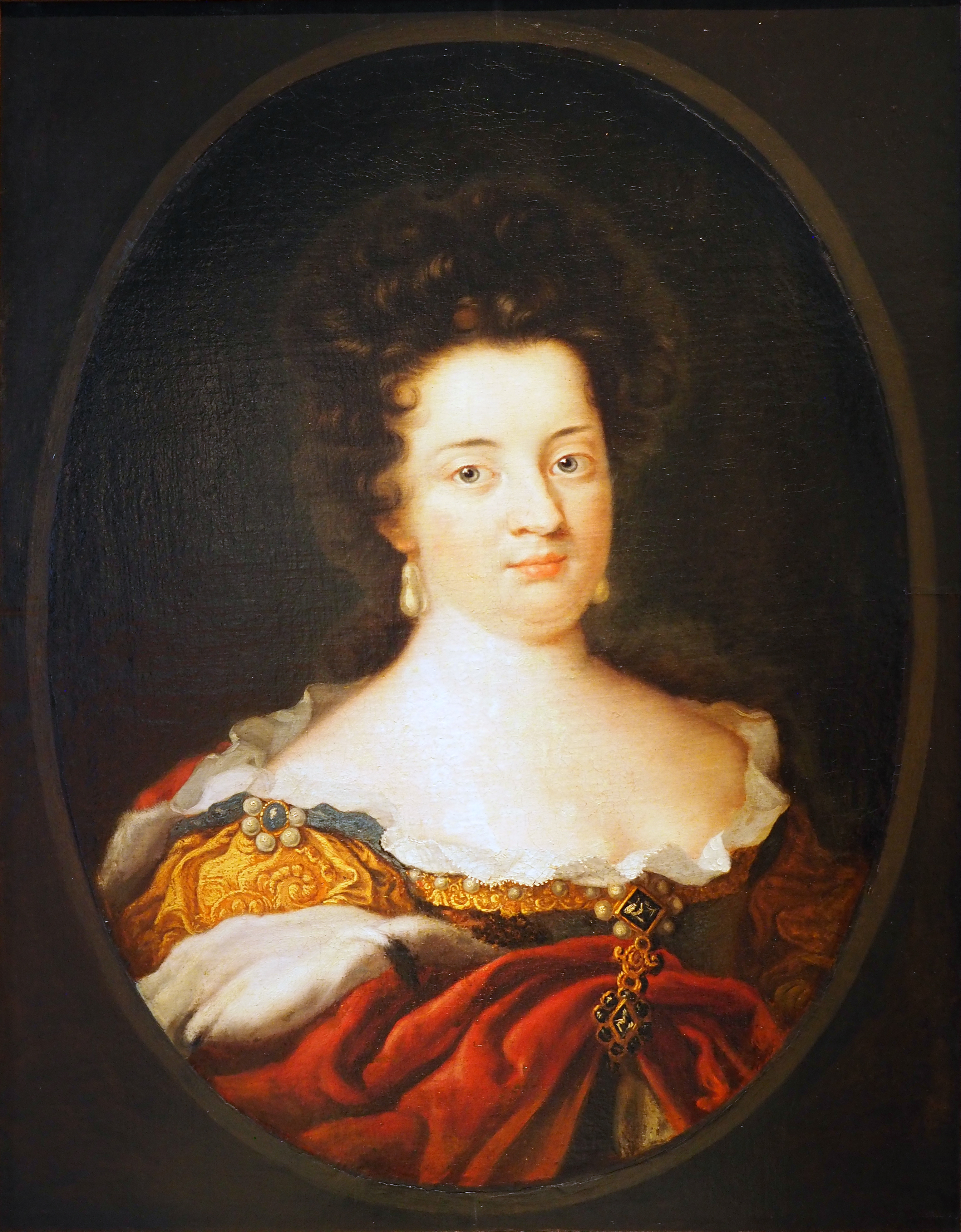
Sophie-Charlotte de Hanovre, vers 1685.

Sophie-Charlotte apprenait le français, l'anglais et l'italien. Elle a reçu une éducation protestante ; néanmoins, en 1679, la duchesse Sophie, intelligente et non dénuée d'ambition, mène sa fille en France visiter sa marraine qui demeure à la cour de Versailles, officiellement pour voir les jardins du château. Officieusement, la duchesse espère marier sa toute jeune fille au dauphin Louis, héritier du trône.
Nonobstant le très bon accueil que les deux princesses hanovriennes, proches parentes de la belle-sœur du roi reçoivent, l'alliance n'est pas jugée suffisamment brillante pour un futur roi de France et n'aurait apporté aucun profit politique au royaume. Le père de la "jeune fille" (elle n'a que 10 ans) n'est même pas électeur de l'Empire. Le roi Louis XIV montre clairement ses intentions en faisant asseoir les princesses hanovriennes non sur des fauteuils mais sur des chaises. Un message que la cour et les diplomates du temps comprirent fort bien. Le dauphin épousa la princesse catholique Marie-Anne de Bavière, sœur de l'électeur Maximilien-Emmanuel.

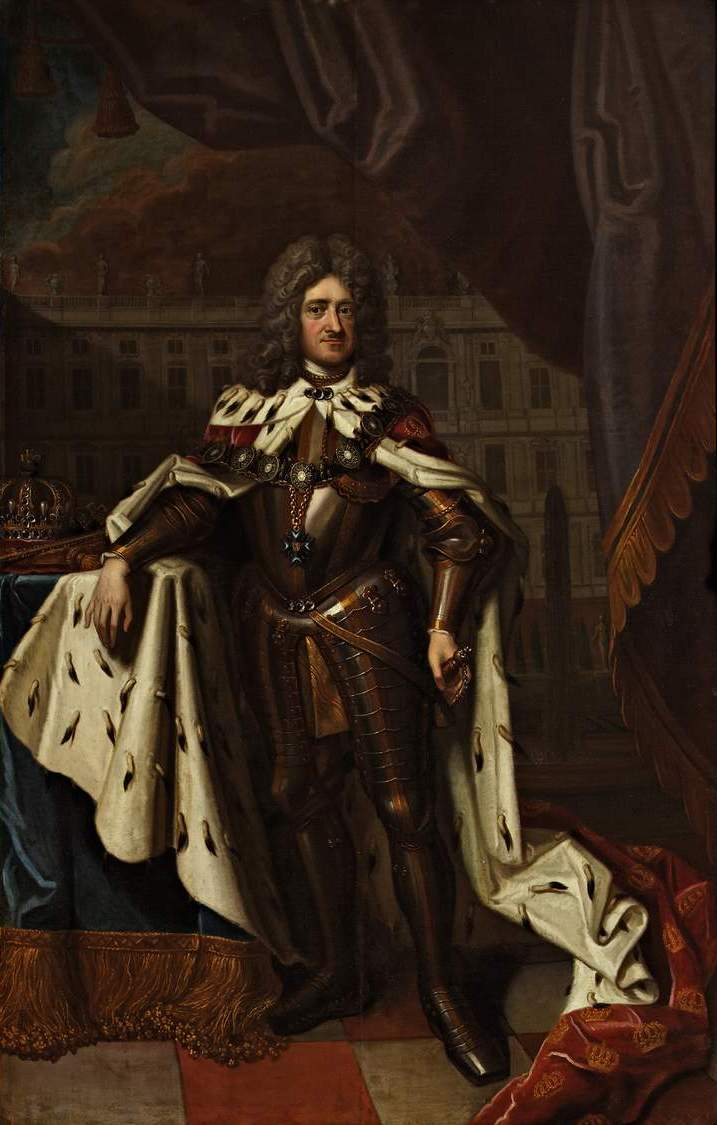
Frederic de Brandebourg en manteau royal (vers 1701).

Finalement, Sophie-Charlotte, âgée de 15 ans, épouse le 8 octobre 1684 l'électeur de Brandebourg Frédéric III, 27 ans, veuf d'Élisabeth-Henriette de Hesse-Cassel dont il a une fille née en 1680.
Ils ont deux enfants :
- Frédéric (1685-1686)
- Frédéric-Guillaume (1688-1740) qui succède à son père, marié en 1706 à Sophie-Dorothée de Hanovre (née en 1687).

Comme la plupart des unions dynastiques, ce mariage n'est pas particulièrement heureux mais l’Électeur laisse à sa femme, qu'il respecte et en qui il a confiance, une grande liberté ce qui fait jaser et on prête faussement des amants à cette jeune, jolie et intelligente jeune femme.
En 1696 Sophie-Charlotte reçoit de son mari la terre de Lützow ce qui est une preuve éclatante de la confiance que l'électeur porte à sa femme. Elle y fait bâtir un château où elle reçoit les écrivains et les artistes de son temps.
En 1692, le père de Sophie-Charlotte est élevé à la dignité d'électeur du Saint-Empire romain germanique en remerciement de ses services par l'empereur Léopold Ier.

## La reine-philosophe

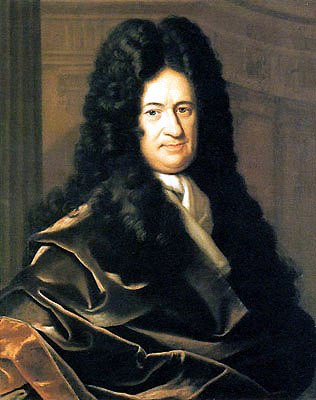
Le grand philosophie Leibniz, ami et correspondant de l'électrice

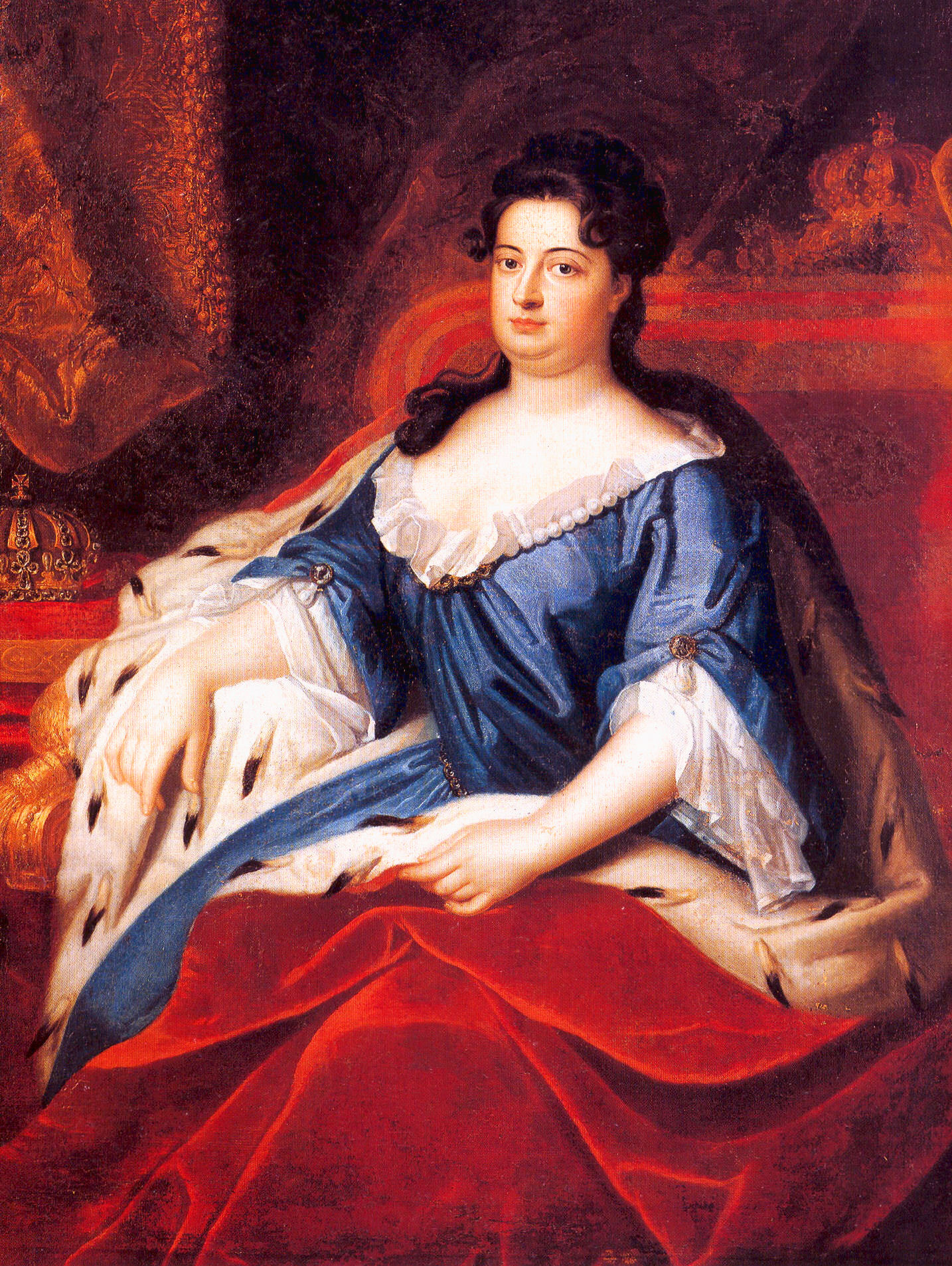
Sophie Charlotte reine "en" Prusse

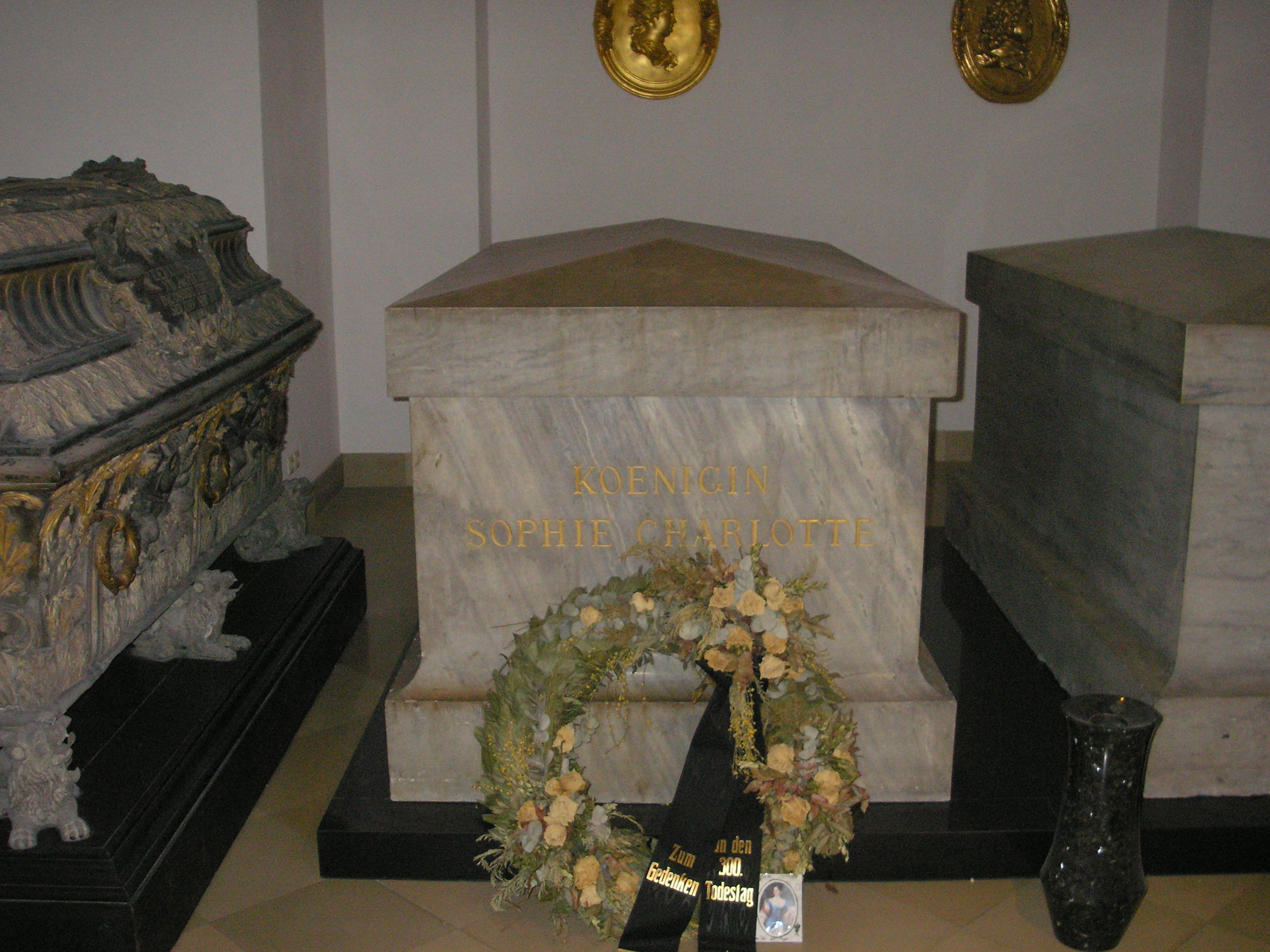
Sarcophage de Sophie-Charlotte de Hanovre au Berliner Dom.

Élevée par une mère intelligente qui lisait Rabelais et admirait Montaigne, Sophie-Charlotte a reçu la même éducation que ses frères ce qui est très original pour l'époque. Aussi a-t-elle la réputation d'être une princesse très cultivée. Polyglotte, elle parle couramment le français, l'anglais et l'italien. Musicienne, elle joue du clavecin et œuvre en faveur de l'opéra italien à la cour de Berlin, ce qui n'est pas rien dans ce royaume du nord fortement marqué par le protestantisme.
Comme sa mère également, elle est une correspondante assidue et une amie proche de Leibniz qu'elle reçoit à Lützow. Elle est surnommée la Reine-Philosophe.

## Reine malgré elle
En 1701, la loi anglaise fait de sa mère septuagénaire l'héritière de la couronne britannique.
La même année, le 18 janvier, son mari se proclame roi en Prusse (la Prusse ne se situant pas dans l'empire et étant dégagée des liens de vassalité qui la lie à la Pologne). Cette proclamation fait rire l'Europe et déplait à son épouse. A l'ambassadeur du nouveau roi, Louis XIV réplique qu'en cette occasion il préférait donner raison à "madame l’Électrice" plutôt qu'à "Monsieur l’Électeur". Nonobstant les railleries de ses pairs, Frédéric de Brandebourg franchit la première étape qui mènera les Hohenzollern à la domination de l'espace germanique au siècle suivant. Sophie-Charlotte est couronnée en même temps que son mari à Königsberg.
L’Électrice devenue reine meurt quatre ans plus tard à l'âge de 36 ans, pendant une visite qu'elle rendait à sa mère.
Frédéric Ier, en hommage à cette épouse qu'il estimait, rebaptise son palais de Lützow en Charlottenbourg.
Sophie-Charlotte est la grand-mère de Frédéric II de Prusse.

## Hommage
- Sophie-Charlotte-Platz (métro de Berlin)